# Synot liga 2015/2016
Synot liga 2015/16 byla 23. ročníkem nejvyšší české fotbalové ligové soutěže. Stejně jako v předchozí sezoně nesla název Synot podle sponzora – společnosti Synot. Účastnilo se 16 týmů, hrací systém byl stejný jako dříve. Každý tým se utkal s každým, jeden zápas na domácí půdě a druhý pak na hřišti soupeře, čili se odehrálo celkem 30 kol.
Z Fotbalové národní ligy postoupily celky SK Sigma Olomouc, která se do ligy vrátila po roční pauze, a po 6 letech také FC Fastav Zlín, který jako 3. tým minulého ročníku 2. ligy převzal postupové místo po týmu FK Varnsdorf, jehož zázemí nevyhovovalo požadavkům FAČR.
Ročník byl zahájen v pátek 26. července 2015 v 17:30 zápasem FC Viktoria Plzeň – SK Slavia Praha (2:1), tentýž den se ještě odehrálo od 19:00 utkání FC Vysočina Jihlava – AC Sparta Praha (0:0).
Mistrovský titul ze sezóny 2014/15 obhájil tým FC Viktoria Plzeň. Sestoupily mužstva FC Baník Ostrava a SK Sigma Olomouc.
Viktoria Plzeň postoupila do 3. předkola mistrovské části Ligy mistrů UEFA 2016/17, Sparta Praha do 3. předkola nemistrovské části. Slovan Liberec a FK Mladá Boleslav se kvalifikovali do 3. předkola Evropské ligy UEFA 2016/17, Slavia Praha se díky triumfu Mladé Boleslavi v českém poháru kvalifikovala do 2. předkola Evropské ligy UEFA 2016/17 (do evropských pohárů se vrátila po sedmi letech).

## Týmy
Tradičně nejsilnější zastoupení v soutěži mělo hlavní město Praha, a to celkem 4 zástupce. Oproti předchozímu ročníku se lokalizace klubů přesunula více k moravským regionům, protože oba sestupující celky byly zástupci českých regionů, zatímco postupující těch moravských.
Po dvou zástupcích měly Středočeský kraj, Liberecký kraj a Zlínský kraj. O svého jediného zástupce přišly Královéhradecký kraj a Jihočeský kraj. Pardubický kraj na svého dalšího zástupce čekal 18. sezonu, Karlovarský kraj pak na dalšího zástupce čekal již 20 ročníků (naposledy FC Union Cheb).

### Kluby, stadiony a umístění
Údaje v tabulce jsou platné k začátku soutěže.
Poznámka: Tabulka uvádí kluby v abecedním pořadí.
Legenda:
|  | Změny oproti předchozímu ročníku. |
|  | Krajská města.                    |

| Klub                 | Stadion                                     | Kapacita | Město/ obec        | Region               |
| -------------------- | ------------------------------------------- | -------- | ------------------ | -------------------- |
| Bohemians Praha 1905 | Ďolíček                                     | 5 000    | Praha              | Praha                |
| FK Dukla Praha       | Na Julisce                                  | 8 150    | Praha              | Praha                |
| SK Slavia Praha      | Eden Aréna                                  | 20 800   | Praha              | Praha                |
| AC Sparta Praha      | Stadion Sparty na Letné                     | 18 944   | Praha              | Praha                |
| FK Mladá Boleslav    | Městský stadion Mladá Boleslav              | 5 000    | Mladá Boleslav     | Středočeský kraj     |
| 1. FK Příbram        | Na Litavce                                  | 9 100    | Příbram            | Středočeský kraj     |
| FC Viktoria Plzeň    | Stadion města Plzně                         | 11 700   | Plzeň              | Plzeňský kraj        |
| FK Teplice           | Stadion Na Stínadlech                       | 18 221   | Teplice            | Ústecký kraj         |
| FK Jablonec          | Stadion Střelnice                           | 6 280    | Jablonec nad Nisou | Liberecký kraj       |
| FC Slovan Liberec    | Stadion U Nisy                              | 9 900    | Liberec            | Liberecký kraj       |
| FC Vysočina Jihlava  | Stadion v Jiráskově ulici                   | 4 155    | Jihlava            | Vysočina             |
| FC Zbrojovka Brno    | Městský fotbalový stadion Srbská            | 12 550   | Brno               | Jihomoravský kraj    |
| SK Sigma Olomouc     | Andrův stadion                              | 12 541   | Olomouc            | Olomoucký kraj       |
| FC Baník Ostrava     | Městský stadion v Ostravě-Vítkovicích       | 15 123   | Ostrava            | Moravskoslezský kraj |
| FC Fastav Zlín       | Letná                                       | 6 375    | Zlín               | Zlínský kraj         |
| 1. FC Slovácko       | Městský fotbalový stadion Miroslava Valenty | 8 000    | Uherské Hradiště   | Zlínský kraj         |

## Tabulka

### Konečná tabulka
| Poř. | Tým                   | Z  | V  | R  | P  | VG | OG | B  |
| ---- | --------------------- | -- | -- | -- | -- | -- | -- | -- |
| 1.   | FC Viktoria Plzeň (C) | 30 | 23 | 2  | 5  | 57 | 25 | 71 |
| 2.   | AC Sparta Praha       | 30 | 20 | 4  | 6  | 61 | 24 | 64 |
| 3.   | FC Slovan Liberec     | 30 | 17 | 7  | 6  | 51 | 35 | 58 |
| 4.   | FK Mladá Boleslav (P) | 30 | 16 | 9  | 5  | 63 | 37 | 57 |
| 5.   | SK Slavia Praha       | 30 | 14 | 10 | 6  | 48 | 26 | 52 |
| 6.   | FC Zbrojovka Brno     | 30 | 14 | 5  | 11 | 37 | 38 | 47 |
| 7.   | FK Jablonec           | 30 | 10 | 11 | 9  | 46 | 39 | 41 |
| 8.   | 1. FC Slovácko        | 30 | 12 | 4  | 14 | 37 | 51 | 40 |
| 9.   | Bohemians Praha 1905  | 30 | 8  | 13 | 9  | 35 | 37 | 37 |
| 10.  | FK Dukla Praha        | 30 | 8  | 11 | 11 | 44 | 41 | 35 |
| 11.  | FC Vysočina Jihlava   | 30 | 8  | 7  | 15 | 31 | 54 | 31 |
| 12.  | FK Teplice            | 30 | 7  | 9  | 14 | 37 | 52 | 30 |
| 13.  | FC Fastav Zlín (N)    | 30 | 7  | 9  | 14 | 34 | 50 | 30 |
| 14.  | 1. FK Příbram         | 30 | 7  | 6  | 17 | 33 | 53 | 27 |
| 15.  | SK Sigma Olomouc (N)  | 30 | 6  | 9  | 15 | 35 | 49 | 27 |
| 16.  | FC Baník Ostrava      | 30 | 4  | 2  | 24 | 27 | 65 | 14 |

Poznámky:
- Z = Odehrané zápasy; V = Vítězství; R = Remízy; P = Prohry; VG = Vstřelené góly; OG = Obdržené góly; B = Body
- (C) = obhájce mistrovského titulu, (P) = vítěz MOL Cupu, (N) = nováček (minulou sezónu hrál nižší soutěž a postoupil)

|  | Postup do 3. předkola (mistrovská kvalifikace) Ligy mistrů 2016/17   |
|  | Postup do 3. předkola (nemistrovská kvalifikace) Ligy mistrů 2016/17 |
|  | Postup do 3. předkola Evropské ligy 2016/17                          |
|  | Postup do 2. předkola Evropské ligy 2016/17                          |
|  | Sestup do FNL 2016/17                                                |

### Pořadí po jednotlivých kolech
Při shodném počtu bodů a skóre mohou být kluby umístěny na stejném místě v průběhu soutěže (zejména zpočátku), v závěru platí v případě rovnosti bodů a skóre dodatečná kritéria, která rozhodují o konečném pořadí.
| Klub / kolo | 1     | 2  | 3  | 4  | 5  | 6  | 7  | 8  | 9  | 10 | 11 | 12 | 13 | 14 | 15 | 16 | 17 | 18 | 19 | 20 | 21 | 22 | 23 | 24 | 25 | 26 | 27 | 28 | 29 | 30 |   |
| ----------- | ----- | -- | -- | -- | -- | -- | -- | -- | -- | -- | -- | -- | -- | -- | -- | -- | -- | -- | -- | -- | -- | -- | -- | -- | -- | -- | -- | -- | -- | -- | - |
| Klub / kolo | Plzeň | 4  | 9  | 10 | 9  | 6  | 4  | 3  | 2  | 2  | 2  | 2  | 2  | 2  | 1  | 1  | 1  | 1  | 1  | 1  | 1  | 1  | 1  | 1  | 1  | 1  | 1  | 1  | 1  | 1  | 1 |
| Sparta      | 9     | 4  | 1  | 1  | 1  | 1  | 1  | 1  | 1  | 1  | 1  | 1  | 1  | 2  | 2  | 2  | 2  | 2  | 2  | 2  | 2  | 2  | 2  | 2  | 2  | 2  | 2  | 2  | 2  | 2  |   |
| Liberec     | 1     | 2  | 5  | 5  | 3  | 2  | 2  | 3  | 3  | 3  | 4  | 4  | 4  | 4  | 5  | 4  | 5  | 4  | 4  | 4  | 4  | 4  | 4  | 4  | 4  | 4  | 3  | 4  | 3  | 3  |   |
| Boleslav    | 16    | 7  | 7  | 12 | 8  | 8  | 7  | 5  | 4  | 4  | 3  | 3  | 3  | 3  | 3  | 3  | 3  | 3  | 3  | 3  | 3  | 3  | 3  | 3  | 3  | 3  | 4  | 3  | 4  | 4  |   |
| Slavia      | 13    | 12 | 15 | 11 | 7  | 7  | 6  | 4  | 5  | 5  | 7  | 5  | 6  | 5  | 4  | 5  | 4  | 5  | 5  | 5  | 5  | 5  | 5  | 5  | 5  | 5  | 5  | 5  | 5  | 5  |   |
| Brno        | 4     | 11 | 3  | 4  | 10 | 12 | 9  | 7  | 10 | 10 | 6  | 6  | 5  | 6  | 7  | 7  | 9  | 6  | 8  | 6  | 7  | 6  | 6  | 6  | 6  | 6  | 6  | 6  | 6  | 6  |   |
| Jablonec    | 3     | 5  | 8  | 9  | 5  | 6  | 4  | 9  | 8  | 8  | 9  | 9  | 7  | 7  | 8  | 8  | 7  | 8  | 6  | 8  | 8  | 8  | 8  | 8  | 8  | 7  | 7  | 7  | 7  | 7  |   |
| Slovácko    | 2     | 10 | 12 | 3  | 2  | 5  | 8  | 6  | 9  | 6  | 8  | 8  | 11 | 11 | 12 | 10 | 12 | 9  | 7  | 7  | 6  | 7  | 7  | 7  | 7  | 8  | 8  | 9  | 8  | 8  |   |
| Bohemians   | 15    | 13 | 13 | 14 | 13 | 14 | 15 | 15 | 15 | 15 | 15 | 15 | 14 | 13 | 15 | 13 | 13 | 12 | 11 | 11 | 13 | 11 | 11 | 12 | 11 | 10 | 10 | 10 | 9  | 9  |   |
| Dukla       | 11    | 7  | 8  | 8  | 12 | 9  | 10 | 12 | 11 | 11 | 12 | 10 | 12 | 12 | 9  | 11 | 8  | 10 | 10 | 9  | 9  | 10 | 9  | 9  | 9  | 9  | 9  | 8  | 10 | 10 |   |
| Jihlava     | 9     | 14 | 11 | 13 | 14 | 15 | 14 | 14 | 14 | 14 | 14 | 14 | 15 | 15 | 14 | 14 | 15 | 14 | 14 | 14 | 12 | 14 | 14 | 11 | 13 | 13 | 13 | 13 | 11 | 11 |   |
| Teplice     | 7     | 3  | 6  | 7  | 11 | 10 | 11 | 10 | 6  | 7  | 5  | 7  | 8  | 9  | 10 | 12 | 10 | 11 | 12 | 12 | 11 | 9  | 10 | 10 | 10 | 11 | 11 | 11 | 12 | 12 |   |
| Zlín        | 6     | 1  | 4  | 2  | 4  | 3  | 5  | 8  | 7  | 9  | 10 | 11 | 9  | 8  | 6  | 6  | 6  | 7  | 9  | 10 | 10 | 12 | 12 | 13 | 12 | 12 | 12 | 12 | 13 | 13 |   |
| Příbram     | 12    | 6  | 2  | 6  | 9  | 11 | 12 | 11 | 12 | 12 | 11 | 12 | 10 | 10 | 11 | 9  | 11 | 13 | 13 | 13 | 14 | 13 | 13 | 14 | 14 | 14 | 14 | 14 | 14 | 14 |   |
| Olomouc     | 7     | 15 | 14 | 15 | 15 | 13 | 13 | 13 | 13 | 13 | 13 | 13 | 13 | 14 | 13 | 15 | 14 | 15 | 15 | 15 | 15 | 15 | 15 | 15 | 15 | 15 | 15 | 15 | 15 | 15 |   |
| Ostrava     | 13    | 16 | 16 | 16 | 16 | 16 | 16 | 16 | 16 | 16 | 16 | 16 | 16 | 16 | 16 | 16 | 16 | 16 | 16 | 16 | 16 | 16 | 16 | 16 | 16 | 16 | 16 | 16 | 16 | 16 |   |

## Soupisky mužstev
- V závorce za jménem je uveden počet utkání a branek, u brankářů ještě počet čistých kont

### FC Viktoria Plzeň
Petr Bolek (3/0/1),
Matúš Kozáčik (27/0/14) –
Jan Baránek (25/5),
Michal Ďuriš (25/16),
Pavel Fořt (4/0),
Lukáš Hejda (18/0),
Jan Holenda (18/1),
Tomáš Hořava (22/6),
Patrik Hrošovský (26/1),
Roman Hubník (15/0),
Daniel Kolář (26/6),
Jan Kopic (26/3),
Jan Kovařík (30/6),
Michael Krmenčík (7/2),
David Limberský (27/2),
Aleš Matějů (17/0),
Milan Petržela (27/3),
František Rajtoral (22/1),
Radim Řezník (2/0),
Ondřej Vaněk (19/2) –
trenér Miroslav Koubek (1. až 4. kolo) a Karel Krejčí (5. až 30. kolo)

### AC Sparta Praha
David Bičík (27/0/11),
Miroslav Miller (1/0/0),
Marek Štěch (2/0/1) -
Jakub Brabec (22/1),
David Čapek (1/0),
Bořek Dočkal (29/8),
Kehinde Fatai (24/8),
Martin Frýdek (22/0),
Mario Holek (14/0),
Petr Jiráček (18/0),
Lukáš Juliš (20/5),
Tiémoko Konaté (20/3),
Ladislav Krejčí (27/4),
Radoslav Kováč (5/0),
David Lafata (26/20),
Lukáš Mareček (28/1),
Marek Matějovský (26/0),
Ondřej Mazuch (4/0),
Costa Nhamoinesu (25/3),
Milan Piško (1/0),
Michal Sáček (1/0),
Markus Steinhöfer (7/0),
Josef Šural (8/2),
Lukáš Vácha (13/2),
Ondřej Zahustel (9/1) -
trenér Zdeněk Ščasný

### FC Slovan Liberec
Václav Hladký (5/0/1),
Tomáš Koubek (25/0/8) –
Marek Bakoš (28/12),
Daniel Bartl (19/1),
Lukáš Bartošák (17/2),
Radim Breite (13/1),
Vladimír Coufal (27/1),
Zdeněk Folprecht (21/2),
David Hovorka (25/2),
Dmitrij Jefremov (1995) (16/1),
Ondřej Karafiát (4/0),
Serhij Ljulka (1/0),
Kevin Luckassen (9/2),
Ondřej Machuča (9/0),
Jan Mudra (6/0),
Michal Obročník (3/0),
Lukáš Pokorný (28/1),
Matěj Pulkrab (7/4),
Michael Rabušic (19/1),
Isaac Sackey (13/1),
Herolind Shala (24/6),
Jan Sýkora (1993) (21/1),
Egon Vůch (13/2) -
trenér

### FK Mladá Boleslav
Jakub Diviš (6/0/2),
Jan Šeda (23/0/6),
Róbert Veselovský (1/0/0) –
Milan Baroš (21/6),
Aleš Čermák (26/6),
Pavel Čmovš (12/1),
Jiří Fleišman (19/0),
Jan Chramosta (29/5),
Adam Jánoš (13/1),
Jan Kalabiška (14/1),
Stanislav Klobása (11/1),
Antonín Křapka (2/0),
Ondřej Kúdela (29/1),
Jan Kysela (15/0),
Lukáš Magera (28/14),
Kevin Malpon (6/0),
Lukáš Pauschek (5/0),
Roman Polom (9/0),
Tomáš Přikryl (12/1),
Jakub Rada (26/5),
Rudolf Skácel (2/0),
Jasmin Šćuk (27/3),
Jan Šisler (3/0),
Laco Takács (13/1),
Martin Toml (1/0),
Jan Vodháněl (2/0) -
trenér Karel Jarolím

### SK Slavia Praha
Martin Berkovec (23/0/9),
Jiří Pavlenka (8/0/4) -
Antonín Barák (9/4),
Jiří Bílek (22/3),
Jan Bořil (11/0),
Milan Černý (14/0),
Simon Deli (28/1),
Martin Dostál (1/0),
Michal Frydrych (15/0),
Libor Holík (1/0),
Josef Hušbauer (13/2),
Tomáš Jablonský (21/0),
Levan Kenija (17/1),
Jan Kuchta (1/0),
Martin Latka (13/0),
Muris Mešanović (13/4),
Jaroslav Mihalík (11/1),
Jan Mikula (22/1),
Karel Piták (21/1),
Tomáš Souček (29/7),
Milan Škoda (25/14),
Jan Štohanzl (10/0),
Michal Švec (6/0),
Miljan Vukadinović (16/2),
Jaromír Zmrhal (27/4),
Lukáš Železník (8/0) -
trenér

### FC Zbrojovka Brno
Martin Doležal (7/0/1),
Dušan Melichárek (23/0/8) –
Tomáš Brigant (17/0),
Petr Buchta (28/1),
Radek Buchta (18/0),
Boštjan Frelih (5/0),
Alois Hyčka (14/4),
Martin Chrien (24/3),
Mihailo Jovanović (8/0),
Miroslav Keresteš (24/0),
Václav Klán (1/0),
Pavel Košťál (29/0),
Jakub Kučera (1/0),
Matúš Lacko (28/0),
Milan Lutonský (26/2),
Jan Malík (25/0),
Donneil Moukanza (7/0),
David Pašek (21/0),
Jakub Řezníček (29/13),
Aleš Schuster (4/0),
Michal Škoda (28/7),
Jakub Šural (3/0),
Stanislav Vávra (14/0),
Tomáš Weber (2/0),
Pavel Zavadil (21/4),
Lukáš Zoubele (12/2)
– trenér Václav Kotal (1.–30. kolo)

### FK Baumit Jablonec
Michal Bárta (9/0/3),
Vlastimil Hrubý (20/0/4),
Michal Špit (1/0/0),
Roman Valeš (1/0/0) –
Vít Beneš (17/2),
David Breda (5/0),
Nermin Crnkić (8/1),
Martin Doležal (26/5),
Ján Greguš (25/3),
Matěj Hanousek (12/0),
Tomáš Hübschman (25/0),
Matěj Hybš (10/0),
Vjačeslav Karavajev (29/3),
Vojtěch Kubista (2/0),
Marek Kysela (17/2),
Lukáš Masopust (26/5),
Ruslan Mingazov (16/5),
Luděk Pernica (27/3),
Martin Pospíšil (28/4),
José Romera (13/0),
Daniel Silva Rossi (17/0)
Stanislav Tecl (26/7),
Michal Trávník (23/4),
Tomáš Wágner (26/4) -
trenér Jaroslav Šilhavý (1. až 16. kolo) a Zdenko Frťala (17. až 30. kolo)

### 1. FC Slovácko
Michal Daněk (2/0/1),
Milan Heča (29/0/4) -
Matěj Biolek (12/2),
Tomáš Břečka (13/0),
Eldar Ćivić (24/1),
Vlastimil Daníček (22/2),
Jaroslav Diviš (26/9),
Libor Došek (25/8),
Marek Havlík (30/4),
Filip Hlúpik (14/1),
Stanislav Hofmann (19/1),
Juraj Chvátal (18/0),
Petr Chýla (4/0),
Milan Kerbr (8/1),
Francis Koné (17/3),
Tomáš Košút (17/1),
Marián Kovář (9/1),
Filip Kubala (1/0),
Martin Kuncl (9/0),
Jakub Prajza (1/0),
Tomáš Rada (24/0),
Petr Reinberk (25/0),
Lukáš Sadílek (17/0),
Patrik Šimko (5/0),
Veliče Šumulikoski (24/0),
Jiří Valenta (18/3) –
trenér

### Bohemians Praha 1905
Tomáš Fryšták (1/0/0),
Zdeněk Zlámal (29/0/5) -
Alejandro Rafael Acosta Cabrera (24/6),
Leonid Akulinin (21/0),
David Bartek (21/3),
Tomáš Čížek (22/2),
Zoran Gajić (15/0),
Pavel Hašek (4/0),
Milan Havel (21/0),
Tomáš Hradecký (2/),
Michal Hubínek (19/3),
Marek Jarolím (2/0),
Josef Jindřišek (16/3),
Milan Jirásek (25/1),
Dominik Kostka (1/0),
Daniel Krch (8/0),
Karlo Lulić (8/1),
Matúš Mikuš (12/0),
Jhon Edison Mosquera Rebolledo (28/1),
Lukáš Pauschek (15/0),
Václav Prošek (2/0),
Patrik Schick (27/8),
Radek Šírl (10/0),
Aleš Škerle (14/0),
Michal Šmíd (28/3),
Michal Švec (14/0) -
trenér

### FK Dukla Praha
Lukáš Hroššo (4/0/1),
Filip Rada (26/0/5) -
Jean-David Beauguel (20/0),
Tomáš Berger (26/10),
David Bezdička (1/0),
Michal Bezpalec (2/0),
Michal Breznaník (6/0),
Aldin Čajić (25/2),
Kaspars Gorkšs (23/3),
Marek Hanousek (29/1),
Josip Jurendić (17/0),
Róbert Kovaľ (2/0),
Budge Manzia (9/2),
Jakub Mareš (25/4),
Branislav Milošević (24/0),
Jakub Považanec (30/0),
Dominik Preisler (5/0),
Néstor Albiach Roger (18/3),
Michal Smejkal (5/0),
Lukáš Štetina (25/2),
Daniel Tetour (29/3),
Václav Vašíček (8/0),
Ondřej Vrzal (23/5) -
trenér

### FC Vysočina Jihlava
Jan Hanuš (27/0/6),
Matej Rakovan (4/0/1) -
Josef Bazal (12/1),
Michal Demeter (10/1),
Pavel Dvořák (25/1),
Jakub Fulnek (21/0),
Petr Hronek (14/6),
Marek Jungr (17/1),
Jiří Klíma (1/0),
Jiří Krejčí (28/0),
Lukáš Kryštůfek (23/0),
Tomáš Kučera (12/1),
Vladimír Kukoľ (25/0),
Matúš Marcin (1/0),
Tomáš Marek (17/0),
Muris Mešanović (-/8),
Milan Mišůn (20/1),
Petr Nerad (18/3),
Vojtěch Přeučil (4/0),
Ondřej Šourek (13/0),
Peter Šulek (24/0),
Petr Tlustý (9/0),
Jani Urdinov (12/1),
Lukáš Vaculík (27/4),
Radek Voltr (14/0), -
trenér Milan Bokša (1. až 16. kolo) a Michal Hipp (17. až 30. kolo)

### FK Teplice
Tomáš Grigar (8/0/2)
Martin Chudý (17/0/3),
Martin Slavík (6/0/0) -
Benjámin Balázs (1/0),
Zurab Ciskaridze (9/0),
Tomáš Česlák (2/0),
Patrik Dressler (9/0),
Martin Fillo (28/9),
Miroslav Gregáň (7/0),
Jakub Hora (28/3),
Chukwudi Chukwuma (5/0),
Michal Jeřábek (7/0),
Ulrich Kapolongo (12/0),
Petr Kodeš (19/0),
Jan Krob (29/1),
Davor Kukec (12/1),
Admir Ljevaković (24/3),
Michael Lüftner (27/3),
Nivaldo Alves Freitas Santos (10/0),
Roman Potočný (23/3),
Soune Soungole (9/0),
Ivo Táborský (17/2),
Štěpán Vachoušek (30/6),
David Vaněček (3/0),
Tomáš Vondrášek (23/3) -
trenér

### FC Fastav Zlín
Stanislav Dostál (10/0/1),
Tomáš Holý (20/0/5) -
Robert Bartolomeu (15/0),
Ladislav Benčík (1/0),
Dame Diop (7/1),
Antonín Fantiš (13/0),
Tomáš Hájek (27/1),
Lukáš Holík (28/2),
David Hubáček (19/0),
Tomáš Janíček (24/1),
Marko Jordan (13/3),
Jakub Jugas (30/0),
Miloš Kopečný (7/0),
Michal Malý (15/0),
Róbert Matejov (27/0),
Lukáš Motal (8/0),
Lukáš Pazdera (28/1),
Tomáš Poznar (28/7),
Vukadin Vukadinović (24/3),
Diego Živulić (23/0) -

### 1. FK Příbram
Aleš Hruška (30/0/6) -
Roman Bednář (25/7),
Patrik Brandner (15/1),
Josef Divíšek (20/1),
Radek Dosoudil (12/0),
Vojtěch Hadaščok (9/0),
Tomáš Hájovský (6/0),
Josef Hnaníček (27/4),
Matěj Chaluš (10/0),
Jiří Januška (5/0),
David Kilián (2/0),
Matěj Končal (9/0),
Martin Krameš (18/0),
David Laňka (3/0),
Jiří Mareš (10/0),
Jakub Moravec (5/0),
Jan Mudra (14/0),
Tomáš Pilík (29/5),
Jan Rezek (26/4),
Jan Suchan (17/1),
Martin Sus (17/0),
Valērijs Šabala (7/2),
David Štípek (25/0),
Jaroslav Tregler (21/2),
Jan Vošahlík (8/0)
Tomáš Zápotočný (27/0) -
trenér Pavel Tobiáš (1. až 27. kolo) a Martin Pulpit (28. až 30. kolo)

### SK Sigma Olomouc
Miloš Buchta (25/0/5),
Michal Reichl (5/0/0) –
Denis Cana (6/0),
Šimon Falta (19/1),
Martin Hála (28/1),
David Houska (27/3),
Tomáš Chorý (18/2),
Aidin Mahmutović (10/2),
Tomáš Malec (15/4),
Pavel Moulis (10/0),
Michal Ordoš (22/5),
Jakub Petr (28/2),
Jakub Plšek (21/2),
Uroš Radaković (27/0),
Jan Rajnoch (14/0),
Renārs Rode (2/0),
Jaroslav Svozil (1/0),
Martin Šindelář (21/1),
Vojtěch Štěpán (8/0),
Jan Štěrba (7/0),
Michal Vepřek (26/0),
Tomáš Zahradníček (fotbalista) (11/0) –
trenér Leoš Kalvoda (1. až 10. kolo) a Václav Jílek (11. až 30. kolo)

### FC Baník Ostrava
František Chmiel (6/0/1),
Jiří Pavlenka (16/0/1),
Vojtěch Šrom (8/0/0) -
Namir Alispahić (4/0),
Dyjan Carlos de Azevedo (25/2),
Zdeněk Behan (1/0),
Josef Celba (7/0),
Marek Červenka (18/1),
Martin Dostál (19/1),
Denis Granečný (9/0),
Matěj Helešic (6/0),
Daniel Holzer (27/3),
Martin Honiš (3/0),
Robert Hrubý (12/4),
Adam Karčmář (1/0),
Filip Kaša (28/0),
Martin Kouřil (8/1),
Richard Lásik (19/1),
Jan Matěj (4/0),
Arťom Mešaninov (11/1),
Tomáš Mičola (6/0),
Karol Mondek (28/1),
Dan Ožvolda (8/0),
Radim Plesník (1/0),
Ondřej Sukup (3/0),
Jakub Šašinka (12/0),
Ondřej Šašinka (5/0),
Marek Šichor (3/0),
Jakub Švehlík (1/0),
Tomáš Vengřinek (5/0),
Lukáš Vraštil (11/1) -
trenér Radomír Korytář (1. až 16. kolo) a Vlastimil Petržela (17. až 30. kolo)

## Statistiky
Pořadí ke konci sezóny

### Střelci
Zdroj:
| Pořadí | Střelec         | Klub                                 | Góly |
| ------ | --------------- | ------------------------------------ | ---- |
| 1.     | David Lafata    | AC Sparta Praha                      | 20   |
| 2.     | Michal Ďuriš    | FC Viktoria Plzeň                    | 16   |
| 3.-4.  | Lukáš Magera    | FK Mladá Boleslav                    | 14   |
| 3.-4.  | Milan Škoda     | SK Slavia Praha                      | 14   |
| 5.     | Jakub Řezníček  | FC Zbrojovka Brno                    | 13   |
| 6.-7.  | Marek Bakoš     | FC Slovan Liberec                    | 12   |
| 6.-7.  | Muris Mešanović | FC Vysočina Jihlava, SK Slavia Praha | 12   |
| 8.     | Tomáš Berger    | FK Dukla Praha                       | 10   |

### Brankáři[12]
- Matúš Kozáčik – 14 čistých kont
- David Bičík – 11 čistých kont
- Martin Berkovec – 9 čistých kont
- Tomáš Koubek – 8 čistých kont
- Dušan Melichárek – 8 čistých kont

### Změny trenérů
V průběhu sezóny došlo k sedmi změnám trenérů, jejichž přehled je uveden v tabulce.
| Tým                 | Datum změny      | Kolo        | Odvolaný/rezignující trenér | Nově nastoupivší trenér |
| ------------------- | ---------------- | ----------- | --------------------------- | ----------------------- |
| FC Viktoria Plzeň   | 16. srpna 2015   | po 4. kole  | Miroslav Koubek             | Karel Krejčí            |
| FC Vysočina Jihlava | 16. září 2015    | po 6. kole  | Luděk Klusáček              | Milan Bokša             |
| SK Sigma Olomouc    | 19. října 2015   | po 10. kole | Leoš Kalvoda                | Václav Jílek            |
| FK Jablonec         | 8. prosince 2015 | po 16. kole | Jaroslav Šilhavý            | Zdenko Frťala           |
| FC Baník Ostrava    | 4. ledna 2016    | po 16. kole | Radomír Korytář             | Vlastimil Petržela      |
| FC Vysočina Jihlava | 4. ledna 2016    | po 16. kole | Milan Bokša                 | Michal Hipp             |
| 1. FK Příbram       | 3. května 2016   | po 27. kole | Pavel Tobiáš                | Martin Pulpit           |